# توني ديانغلو
توني ديانغلو (بالإنجليزية: Anthony DeAngelo)‏ هو لاعب هوكي جليد أمريكي، ولد في 24 أكتوبر 1995 في سيويل في تشيلي.

## وصلات خارجية
- توني ديانغلو على موقع دوري الهوكي الوطني (الإنجليزية)
- توني ديانغلو على موقع EliteProspects.com (الإنجليزية)
- توني ديانغلو على موقع Eurohockey.com (الإنجليزية)
- توني ديانغلو على موقع HockeyDB.com (الإنجليزية)
- توني ديانغلو على موقع Hockey-Reference.com (الإنجليزية)